# 肉身佛
肉身佛，佛教用語，是佛教高僧大德成就的一種境界，死亡後肉身仍然可以不腐壞；如中国唐代時期的禅宗高僧惠能大师。其不腐坏的肉身称作全身舍利、不腐肉身、肉身菩薩、金刚不坏之身等，若塑成佛像奉祀者，稱為真身塑像；日本將肉身不腐等同於即身成佛，故也稱為即身佛（日语：即身仏）。

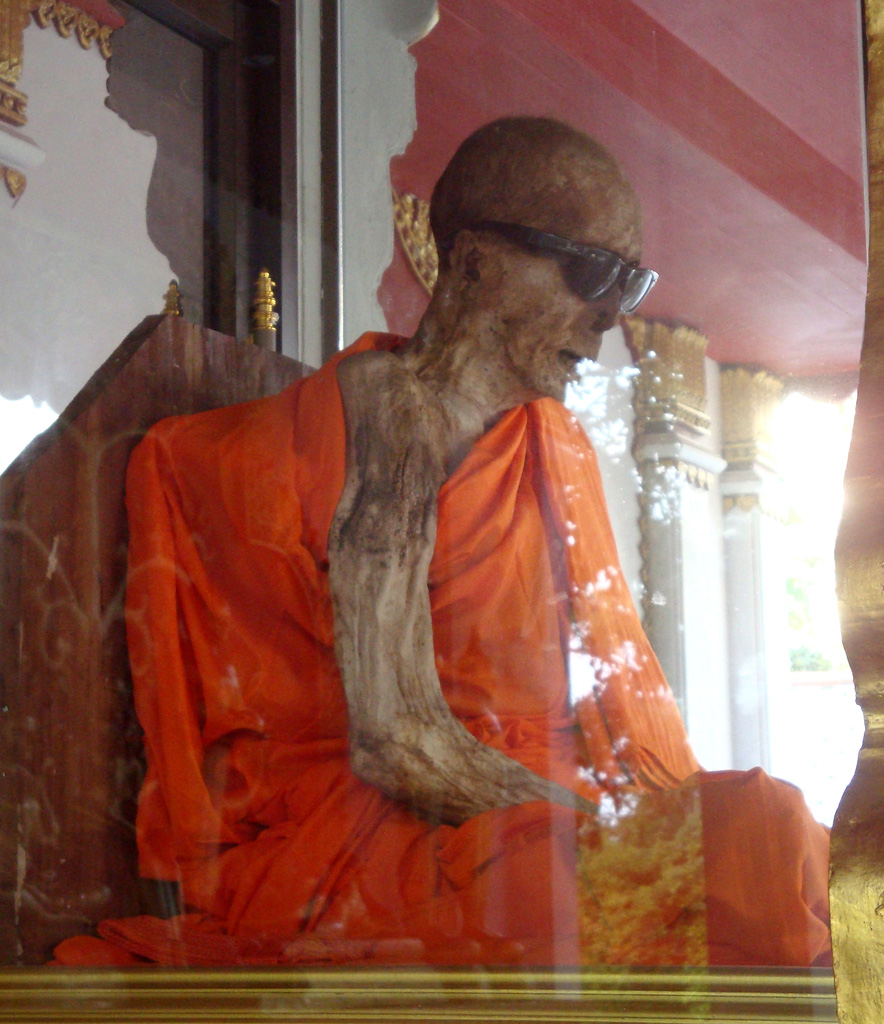
Luang Pho Daeng，位於泰國南部蘇梅島的寺廟。

## 概论
肉身佛，是指高僧大德成就者在死亡後，在没有外力的影响下，遗体不会自然地腐化，而是呈现木乃伊化，或不作任何变化就像人生前的模样，甚至会呈现金光色，被称作紫磨金身，此是佛、菩萨、阿罗汉圣人的境界。惠能是中國佛教歷史上第一個肉身不腐的高僧，被稱為“肉身菩薩”。
中國佛教中，以禪宗以及在九華山中較多出現肉身不腐的高僧。禪宗主張即身成佛，肉身不腐可以作為成道的表現；九華山則是有缸葬傳統，僧人圓寂後，葬入大缸中，稱為坐缸，不腐化者則作為肉身菩薩供奉。
同樣的現象在道教則稱為仙蛻，道教認為靈魂得道後離開身體，遺體如同蟬蛻一般可以保存。

## 效仿
肉身不腐的境界在中國等漢傳佛教地區，尤其日本，引起了一些不健康的效仿。有些宗派的僧人在預感不久將要離世時，會先以打坐的姿勢坐下，戒除吃米、麥、豆類等高澱粉食品，限制自己只可以吃果仁、野果超過一千天，然后以樹皮、樹葉为食一千天，目的是慢慢把僧人的脂肪和水份減少，以減慢死後屍身腐爛的速度。同时僧人也服用有毒的油桐树的樹汁制成的茶，进一步催吐，排除体液，并且进一步防腐。經過幾年的折磨，僧人會以打坐方式住在地底，透過伸出地上的竹筒呼吸，僧人手握鈴，以鈴聲告訴別人他還活著，並且念佛誦經，然後斷水絕食，將自己活活餓死。當地面上的弟子們聽不到鈴聲，便會把竹筒取走，封好墓穴，三年後把遺體作成木乃伊，就是「即身成佛」。雖然不少僧人嘗試此法「成佛」，但不少還是失敗，屍身腐壞、要經過防腐儀式再安葬。能夠保存遺體，避免腐壞的「即身成佛」是極少數。
這一方法的存在被許多唯物論者作為否認所有肉身佛的證據。

## 著名肉身菩萨

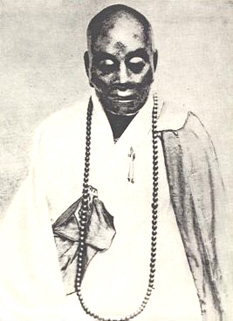
惠能，在廣東省韶關市。

《壇經·大師事略》說，劉宋三藏法師求那跋陀羅懸記禪宗六祖惠能大師為“肉身菩薩”。惠能入灭後果然肉身不腐，成爲一道奇观，是謂“中國歷史上首尊肉身菩萨”。從此，但凡成就肉身不腐者，多稱爲“肉身菩薩”。惠能肉身的奇跡，引得信徒争先礼拜，传说还有新罗僧人欲夺走惠能肉身。在“文化大革命”中，其肉身遭到红卫兵的破坏，据野史披露，红卫兵砸破了惠能肉身，见到其中內臟骨頭完好不腐。

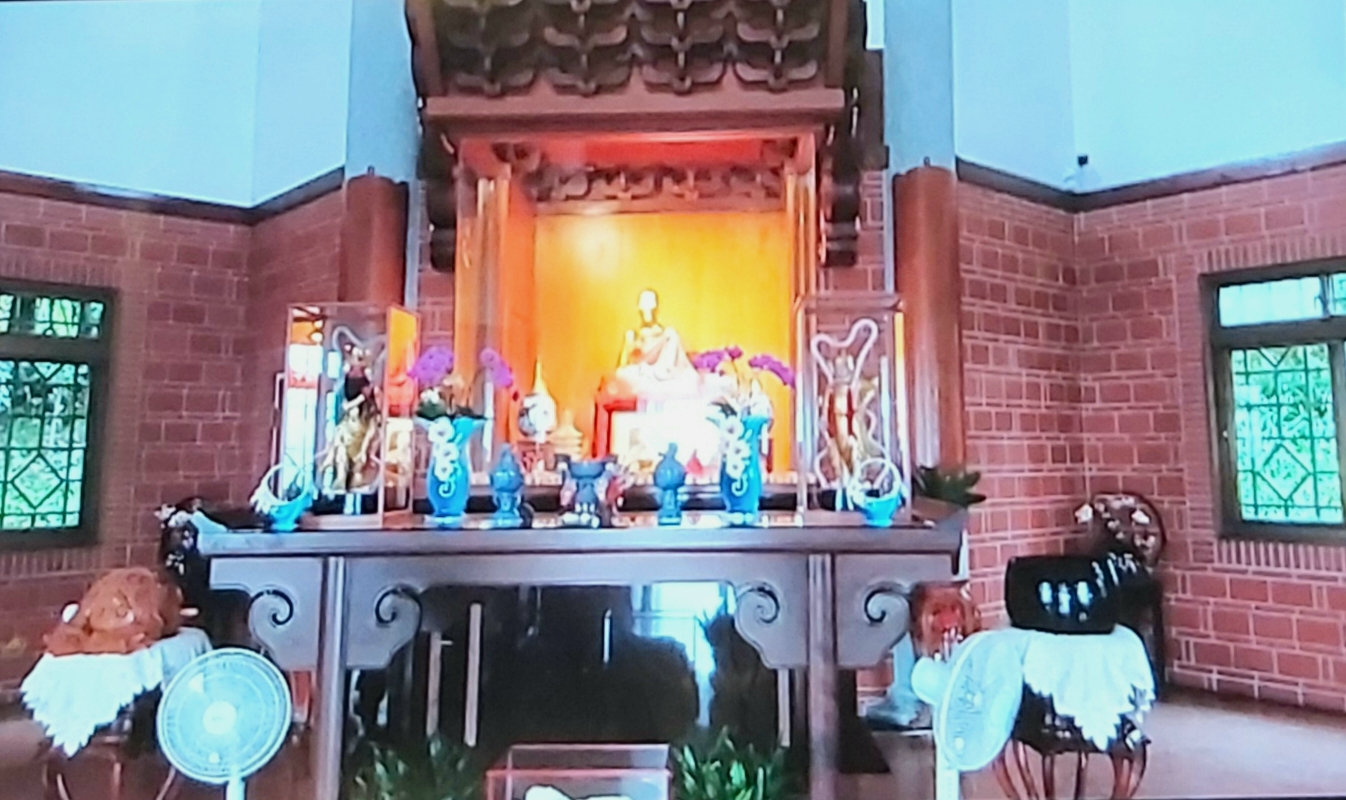
慈航紀念堂肉身菩薩

中國佛教史上著名的肉身菩薩，近代以前除了六祖惠能，還有石頭希遷、九華山金喬覺、海玉法師、无瑕和尚、憨山德清禪師等等，近代則有慈明僧、仁義師太、釋海慶、釋隱蓮、釋大興、釋妙智、釋明淨、釋普文、永慈法师、釋海賢以及香港的道榮禪師和月溪法師、臺灣新北市汐止區的慈航法師、新店區碧潭海藏寺住持釋清嚴、甘珠精舍的甘珠爾瓦呼圖克圖、臺北市北投區安國寺瀛妙和尚、雲林縣大埤鄉大埤北極殿柯象帝爺公、高雄市燕巣三洽共成堂普照法師、新北市中和區貢噶精舍的貢噶老人、基隆市慈安宮得修禪師、仁德元天宮明潔上人、苗栗銅鑼九華山救世師父、高雄龍發堂創辦人釋開豐、桃園市龜山區兎坑村靈雲寺謝石德師父、屏東縣內埔鄉德修堂徐桂妹居士等例子。而日本山形縣及新潟縣不少寺廟中都有被供奉的肉身菩薩，主要是因為位於這兩縣境內的出羽三山是著名的修練場，日本全國的肉身菩薩詳盡名單如下：
| 人名           | 寺院名   | 所在地                       | 入定年または没年   | 享年 |
| -------------- | -------- | ---------------------------- | ------------------ | ---- |
| 石頭希遷       | 總持寺   | 神奈川縣横浜市鶴見区         | 0790年（延曆9年）  | 91   |
| 弘智法印       | 西生寺   | 新潟縣長岡市寺泊野積         | 1363年（貞治2年）  | 82   |
| 弾誓上人（？） | 阿弥陀寺 | 京都府京都市左京区大原古知原 | 1613年（慶長18年） | 63   |
| 本明海上人     | 本明寺   | 山形縣鶴岡市東岩本           | 1683年（天和3年）  | 61   |
| 宥貞法印       | 貫秀寺   | 福島縣石川郡浅川町小貫       | 1683年（天和3年）  | 92   |
| 舜義上人       | 妙法寺   | 茨城縣桜川市本郷             | 1686年（貞享3年）  | 78   |
| 全海上人       | 観音寺   | 新潟県東蒲原郡阿賀町豊実甲   | 1687年（貞享4年）  | 85   |
| 心宗行順大行者 | 瑞光院   | 長野縣下伊那郡阿南町新野     | 1687年（貞享4年）  | 45   |
| 忠海上人       | 海向寺   | 山形県酒田市日吉町二丁目     | 1755年（宝曆5年）  | 58   |
| 秀快上人       | 真珠院   | 新潟県柏崎市西長島鳥甲       | 1780年（安永9年）  | 62   |
| 真如海上人     | 大日坊   | 山形県鶴岡市大網             | 1783年（天明3年）  | 96   |
| 妙心法師       | 横蔵寺   | 岐阜縣揖斐郡揖斐川町谷汲神原 | 1817年（文化14年） | 36   |
| 円明海上人     | 海向寺   | 山形県酒田市日吉町二丁目     | 1822年（文政5年）  | 55   |
| 鉄門海上人     | 注連寺   | 山形県鶴岡市大網             | 1829年（文政12年） | 62   |
| 光明海上人     | 蔵高院   | 山形県西置賜郡白鷹町黒鴨     | 1854年（嘉永7年）  | 不明 |
| 明海上人       | 明寿院   | 山形県米沢市簗沢小中沢       | 1863年（文久3年）  | 44   |
| 鉄龍海上人     | 南岳寺   | 山形県鶴岡市砂田町           | 1881年（明治14年） | 62   |
| 仏海上人       | 観音寺   | 新潟県村上市肴町             | 1903年（明治36年） | 76   |

此外，在南傳上座部佛教也有不少肉身不腐的高僧，如缅甸高僧宣隆·西亞多（U Sunlun Sayadaw），公认的阿罗汉成就者，於1952年入滅而肉身不腐。另外，在藏傳佛教也存在肉身不腐的現象，如俄羅斯布里亞特自治共和國的藏传佛教喇嘛依提基诺夫（Dashi-Dorzho Itigilov）以及一則2015年的新聞報道稱，蒙古乌兰巴托發現一具200年前的僧人的不腐遺體，但信徒指他可能還活著，只是進入了冥想狀態。
2015年3月在匈牙利博物馆展出一尊由荷蘭收藏家奧斯卡擁有的千年佛像，因佛像内藏有一名高僧的遗骸而受关注。肉身坐佛展出后引发争议，福建省文物部门经初步确认，认为这尊“肉身坐佛”应是福建省大田县吴山乡阳春村1995年被盗的章公祖师像。福建省最高人民法院在2022年如7月作出判決，裁定要奧斯卡歸還佛像。